# Championnat des Pays-Bas amateur de football
 (signalé en juin 2025).
Si vous disposez d'ouvrages ou d'articles de référence ou si vous connaissez des sites web de qualité traitant du thème abordé ici, merci de compléter l'article en donnant les références utiles à sa vérifiabilité et en les liant à la section « Notes et références ».
- Archive Wikiwix
- Bing
- Cairn
- DuckDuckGo
- E. Universalis
- Gallica
- Google
- G. Books
- G. News
- G. Scholar
- Persée
- Qwant
- (zh) Baidu
- (ru) Yandex
- (wd) trouver des œuvres sur Wikidata

Les championnats amateurs des Pays-Bas concerne tous les clubs après la Tweede Divisie.

## Repères historiques
Aux Pays-Bas, les championnats amateurs ont deux sections: celui de la clubs qui jouent samedi et celui de la clubs qui jouent dimanche. 
Jusqu'à la saison 2009-2010, la Hoofdklasse correspond à la 3e division. 
À partir de la saison 2010-2011, et à la suite de la création de la Topklasse comme nouvel échelon top amateur, ce championnat est l'équivalent d'une 4e division. Dès 2016, la Hoofdklasse est la 5e division à cause de la réintroduction de la Tweede Divisie. La Topklasse deviendrait Derde Divisie et la 4e division.
| Niveau | Niveau amateur | Division       |
| ------ | -------------- | -------------- |
| 3      | 1              | Tweede Divisie |
| 4      | 2              | Derde Divisie  |
| 5      | 3              | Vierde Divisie |
| 6      | 4              | Eerste Klasse  |
| 7      | 5              | Tweede Klasse  |
| 8      | 6              | Derde Klasse   |
| 9      | 7              | Vierde Klasse  |
| 10     | 8              | Vijfde Klasse  |